# Бенсон, Джулия
Джулия Бенсон (англ. Julia Benson; род. 26 июня 1976) — канадская актриса, наиболее известная благодаря роли лейтенанта Ванессы Джеймс в фантастическом сериале «Звёздные врата: Вселенная».

## Биография
Бенсон с 6 лет занималась танцами. В 2001 году она окончила Университет Британской Колумбии по специальности «Театр и психология». Она работала актрисой в Атлантической театральной компании Дэвида Мамета в Нью-Йорке.
В 2007 году Бенсон сыграла роль стриптизёрши Анны в фильме «Дорога к победе», для этой роли Джулия проходила обучение у настоящей танцовщицы стриптиза. В том же году она снялась в эпизоде сериала «Мастера ужасов». В 2009—2011 годах Бенсон играла роль лейтенанта Ванессы Джеймс в сериале «Звёздные врата: Вселенная». Эта роль принесла Джулии премию Leo Awards в категории «Лучшая женская роль второго плана в драматическом сериале».
С 2009 года Джулия замужем за актёром Питером Бенсоном. В 2013 году они стали родителями.